# 邓青云
鄧青云（英語：Ching W. Tang，1947年7月23日—），華裔美國物理學家，美国国家工程院院士，美國物理學會會士，國際信息顯示學會會士，香港科學院創院院士，羅徹斯特大學化學工程系、化學系及物理與天文學系荣誉退休教授，香港科技大學高等研究院東亞銀行教授。鄧青雲是首位榮膺沃爾夫化學獎的華裔科學家。

## 学术研究
鄧青云的学术贡献主要在于發現有機發光二極體(OLED)和異質結有機太陽能電池(BHJSC)，發展有機發光半導體顯示技術。他在有機半導體材料和有機電子學方面的基礎研究和產業化研究得到了業界的廣泛承認和肯定。2006年，鄧青雲因“其發明的有機發光半導體和異質結有機太陽能電池奠定了現代有機光電子學的基礎”而獲遴選為美國工程院院士。2011年，鄧青雲與芝加哥大學的斯圖爾特·賴斯教授、卡內基梅隆大學的克日什托夫·马蒂亚谢夫斯基共同獲得了沃爾夫基金會頒發的沃爾夫化學獎，基金會對他們的部分評價是“在化學合成及屬性領域所作的深入、創造性的貢獻，以及對有機材料的理解”。

## 生平
鄧青云是华裔，1947年生于香港元朗，祖籍廣東惠州，1959年畢業於元朗商會小學小六年級，初中於元朗公立中學就讀，高中畢業於英皇書院。鄧後於1970年获得不列顛哥倫比亞大學化學理學学士銜；於1975年获得美国康奈爾大学物理化學博士。在1975年-2006年，鄧分別担任伊士曼柯達公司研究科學家、高級研究科學家、助理研究員、高級助理研究員和資深研究員。2006年，鄧受聘羅徹斯特大學，擔任化學工程系，化學系、及物理和天文學系教授。2013年11月，鄧被香港科技大學高等研究院聘请为Bank of East Asia 教授。

## 院士及会员
- 1998年，獲美國物理學會遴選為會士
- 2002年，獲國際信息顯示學會遴選為會員
- 2006年，獲美國國家工程院遴選為院士
- 2015年，獲港科院遴選為創院院士。[9]

## 獲獎
- 1994年，獲伊士曼柯達公司頒發的柯達杰出發明家稱號
- 2000年，獲伊士曼柯達公司頒發的伊士曼創新獎
- 2001年，獲國際信息顯示學會頒發的Jan Rajchman獎
- 2001年，獲美國化學會頒發的Carothers獎
- 2003年，獲美國化學會頒發的團隊創新獎
- 2003年，獲伊士曼柯達公司頒發的柯達研究實驗室資深研究員稱號
- 2005年，獲洪堡研究奖
- 2007年，獲電氣電子工程師協會(IEEE)頒發的Daniel E. Noble獎
- 2010年，獲羅切斯特大學Hajim工程與應用科學學院頒發的終身成就獎
- 2011年，榮獲以色列沃爾夫基金會頒發的沃爾夫化學獎[10]
- 2013年，獲德國愛德華瑞恩基金會頒發的愛德華瑞恩獎[11]
- 2014年，獲美國光學學會頒發 Nick Holonyak, Jr.獎[12]
- 2017年，獲電氣電子工程師協會頒發的IEEE西澤潤一獎。[13]
- 2018年，獲NEC C&C基金会頒發的NEC C&C 奖章。[14]
- 2019年，獲日本稻盛基金会頒發的日本京都奖。[15]

## 荣誉
- 2002年，獲聘请为華南理工大學榮譽教授
- 2004年，獲聘请为上海大學榮譽教授[16]
- 2010年，獲上海大学授予荣誉博士学位.[17]
- 2013年，入選消費者電子學會的名人堂[18]
- 2018年，入選美国发明家名人堂[19]

## 代表性著作
- Tang, C. W., Two-layer organic photovoltaic cell, Applied Physics Letters (1986), 48(2), 183-5. DOI: 10.1063/1.96937
- Tang, C. W.; VanSlyke, S. A., Organic electroluminescent diodes, Applied Physics Letters (1987), 51(12), 913-15. DOI: 10.1063/1.98799
- Tang, C. W.; VanSlyke, S. A.; Chen, C. H., Electroluminescence of doped organic thin films, Journal of Applied Physics (1989), 65(9), 3610-16. DOI: 10.1063/1.343409
- VanSlyke, S. A.; Chen, C. H.; Tang, C. W., Organic electroluminescent devices with improved stability, Applied Physics Letters (1996), 69(15), 2160-62. DOI: 10.1063/1.117151